# Podloznik
Podloznik (cyr. Подлозник) – wieś w Bośni i Hercegowinie, w Republice Serbskiej, w mieście Sarajewo Wschodnie, w gminie Pale. W 2013 roku liczyła 11 mieszkańców.